# Weekend senza il morto
Weekend senza il morto (Only You) è un film statunitense del 1992 diretto da Betty Thomas.

## Trama
Clifford Godfrey viene lasciato dalla sua fidanzata un paio d'ore prima della partenza per una vacanza in Messico. Clare Enfield, un agente di viaggio, informa Godfrey del fatto che i suoi biglietti non sono rimborsabili. Sconvolto, Godfrey va in un bar dove incontra Amanda Hughes, una ragazza ubriaca che accetta di partire insieme con lui. La ragazza gli rende il viaggio impossibile, flirtando e poi respingendolo continuamente. Durante il soggiorno nell'hotel, Clifford incontra Clare che sta preparando delle foto per una brochure di viaggio. I due iniziano una storia d'amore a cui Amanda si oppone duramente.

## Produzione
Il film fu prodotto da Dayjob Films, Highlight Communications, Live America e Pro Filmworks, diretto da Betty Thomas e girato al Mandalay Beach Resort di Oxnard, in California.

## Distribuzione
Il titolo originale è Only You, ma in Italia è stato distribuito con il titolo Weekend senza il morto per far credere che fosse collegato con il film del 1989 Weekend con il morto, che è stato un successo commerciale ed è stato interpretato anch'esso da Andrew McCarthy (il vero sequel di quest'ultimo, Weekend con il morto 2, è stato prodotto nel 1993).
Alcune delle uscite internazionali sono state:
- negli Stati Uniti il marzo 1992 (American Film Market)
- in Germania il 4 giugno 1992
- in Ungheria il 21 agosto 1992 (Only You - Téged egyedül)
- in Argentina il 28 gennaio 1993 (Sólo tú)
- in Grecia (Monon esena)
- in Serbia (Samo ti)
- in Portogallo (Somente Tu)
- in Italia (Weekend senza il morto)

## Promozione
La tagline è: "Two women. One tropical island. Paradise can be hell." ("Due donne. Un'isola tropicale. Il paradiso può essere un inferno.").

## Critica
Secondo il Morandini il film è una "insulsa e banale commedia con retrogusto anni '50".